# Odontocarya rusbyi
Odontocarya rusbyi är en tvåhjärtbladig växtart som beskrevs av Rupert Charles Barneby. Odontocarya rusbyi ingår i släktet Odontocarya och familjen Menispermaceae. Inga underarter finns listade i Catalogue of Life.